# Charles Alexander Eastman
Charles Alexander Eastman, nombre inglés de Ohiyesa (Ganador, en lengua sioux) (Minnesota, 19 de febrero de 1858-Detroit, 9 de enero de 1939) fue un intelectual, médico y escritor sioux."
Nacido cerca de la reserva de Redwood Falls, en Minnesota, era miembro de la nación santee, de padre Dakota Many Lightnings y madre mestiza, Mary Nancy Eastman. Recibió una educación tradicional y fue el primer siuox graduado en medicina (en Darmouth).
Escribió en varios libros sus vivencias y las de su pueblo en inglés:
- Memories of an Indian Boyhood, autobiografía; McClure, Philips, 1902.
- Indian Boyhood (1902), su autobiografía donde narra su infancia entre los Sioux.
- Red Hunters and the Animal People (1904)
- Old Indian Days (1907)
- The Soul of the Indian(1911)
- Indian Child Life (1913)
- Indian Scout Talks (1914)
- The Indian To Day (1915)
- From Deep Woods Into Civilization (1916)
- Indian Heroes and Great Chieftains (1918)

Eastman ejercía de médico en la reserva de Pine Ridge en 1890 donde protestó por los hechos de Wounded Knee y fue despedido. Después de muchas penurias, en 1900 fue nombrado médico de la reserva de Crow Creek pero en 1901 fue despedido por enfrentarse a la BIA. Después comenzó a escribir y a recorrer los territorios indios. En 1911 se estableció en Nuevo Hampshire y en 1923 fue nombrado inspector de indios. También fue uno de los impulsores de la Sociedad de Indios Americanos, la primera asociación panameríndia moderna.